# Rona Cup 2003
Rona Cup 2003 byl hokejový turnaj konající se v Trenčíně v roce 2003. Pohár začínal 14. srpna a končil 16. srpna. Titul získala potřetí ve své historii HC Dukla Trenčín.

## Výsledky a tabulka
| Pozice | Tým                  | Z | V | R | P | GS | GI | B |
| ------ | -------------------- | - | - | - | - | -- | -- | - |
| 1.     | HC Dukla Trenčín     | 3 | 3 | 0 | 0 | 15 | 6  | 6 |
| 2.     | HC Slovan Bratislava | 3 | 1 | 2 | 0 | 8  | 7  | 4 |
| 3.     | HC Petra Vsetín      | 3 | 1 | 1 | 1 | 9  | 12 | 3 |
| 4.     | HC ZPS Barum Zlín    | 3 | 1 | 0 | 2 | 7  | 9  | 2 |
| 5.     | HC Oceláři Třinec    | 3 | 0 | 2 | 1 | 7  | 9  | 2 |
| 6.     | HKm Zvolen           | 3 | 0 | 1 | 2 | 7  | 10 | 1 |

Při rovnosti bodů rozhoduje rozdíl skóre
|  | HC Slovan Bratislava | 2 : 2                             | HC Petra Vsetín |  |
|  | HC Slovan Bratislava | (0:0, 0:1, 2:1), sam. nájezdy 1:2 | HC Petra Vsetín |  |

| Souhrn zápasu | Souhrn zápasu | Souhrn zápasu | Souhrn zápasu   | Souhrn zápasu |
| ------------- | ------------- | ------------- | --------------- | ------------- |
|               | Jánoš Macho   |               | Stantien Štraub |               |

|  | HKm Zvolen | 1 : 2                             | HC ZPS Barum Zlín |  |
|  | HKm Zvolen | (1:1, 0:1, 0:0), sam. nájezdy 1:1 | HC ZPS Barum Zlín |  |

| Souhrn zápasu | Souhrn zápasu | Souhrn zápasu | Souhrn zápasu  | Souhrn zápasu |
| ------------- | ------------- | ------------- | -------------- | ------------- |
|               | Škvaridlo     |               | Tesařík Veselý |               |

|  | HC Dukla Trenčín | 6 : 4                             | HC Oceláři Třinec |  |
|  | HC Dukla Trenčín | (5:0, 0:1, 1:3), sam. nájezdy 0:2 | HC Oceláři Třinec |  |

| Souhrn zápasu | Souhrn zápasu                               | Souhrn zápasu | Souhrn zápasu                      | Souhrn zápasu |
| ------------- | ------------------------------------------- | ------------- | ---------------------------------- | ------------- |
|               | Kóňa Hanzal Lezo Melichárek Fabuš Kukumberg |               | Bordowski Polanský Polončič Zadina |               |

|  | HKm Zvolen | 5 : 7                             | HC Petra Vsetín |  |
|  | HKm Zvolen | (2:2, 1:4, 2:1), sam. nájezdy 3:1 | HC Petra Vsetín |  |

| Souhrn zápasu | Souhrn zápasu                      | Souhrn zápasu | Souhrn zápasu                              | Souhrn zápasu |
| ------------- | ---------------------------------- | ------------- | ------------------------------------------ | ------------- |
|               | Velebný Jakeš Krátky Šechný Krátky |               | Hudec 2x Ambruz Valko Selinger Hudec Kuric |               |

|  | HC Slovan Bratislava | 2 : 2                             | HC Oceláři Třinec |  |
|  | HC Slovan Bratislava | (1:0, 0:1, 1:1), sam. nájezdy 2:2 | HC Oceláři Třinec |  |

| Souhrn zápasu | Souhrn zápasu  | Souhrn zápasu | Souhrn zápasu | Souhrn zápasu |
| ------------- | -------------- | ------------- | ------------- | ------------- |
|               | Pavličko Hujsa |               | Zbořil Žabka  |               |

|  | HC Dukla Trenčín | 4 : 2                             | HC ZPS Barum Zlín |  |
|  | HC Dukla Trenčín | (1:0, 1:0, 2:2), sam. nájezdy 0:3 | HC ZPS Barum Zlín |  |

| Souhrn zápasu | Souhrn zápasu         | Souhrn zápasu | Souhrn zápasu  | Souhrn zápasu |
| ------------- | --------------------- | ------------- | -------------- | ------------- |
|               | Fabuš 2x Král Kováčik |               | Hamrlík Veselý |               |

|  | HKm Zvolen | 1 : 1                             | HC Oceláři Třinec |  |
|  | HKm Zvolen | (0:0, 0:0, 1:1), sam. nájezdy 2:1 | HC Oceláři Třinec |  |

| Souhrn zápasu | Souhrn zápasu | Souhrn zápasu | Souhrn zápasu | Souhrn zápasu |
| ------------- | ------------- | ------------- | ------------- | ------------- |
|               | Čierny        |               | Pletka        |               |

|  | HC Slovan Bratislava | 4 : 3                             | HC ZPS Barum Zlín |  |
|  | HC Slovan Bratislava | (1:1, 1:2, 2:0), sam. nájezdy 1:1 | HC ZPS Barum Zlín |  |

| Souhrn zápasu | Souhrn zápasu      | Souhrn zápasu | Souhrn zápasu            | Souhrn zápasu |
| ------------- | ------------------ | ------------- | ------------------------ | ------------- |
|               | Cíger 2x Hecl Hecl |               | Tesařík Barinka Balaštík |               |

|  | HC Dukla Trenčín | 5 : 0                             | HC Petra Vsetín |  |
|  | HC Dukla Trenčín | (1:0, 4:0, 0:0), bez sam. nájezdů | HC Petra Vsetín |  |

| Souhrn zápasu | Souhrn zápasu                    | Souhrn zápasu | Souhrn zápasu | Souhrn zápasu |
| ------------- | -------------------------------- | ------------- | ------------- | ------------- |
|               | Hriňa Lezo Sivák Kristín Kováčik |               |               |               |